# Babirátka
Babirátka je přírodní památka v katastrálním území obce Pružina v okrese Považská Bystrica v Trenčínském kraji na Slovensku. Území bylo vyhlášeno v roce 1994. Předmětem ochrany je volně přístupná jeskyně.